# Girolamo Salieri
Girolamo Giuseppe Bartolomeo Salieri (* 14. Juni 1794 in Legnago; † 3. März 1864 in Padua) war ein italienischer Klarinettenvirtuose und Komponist.

## Leben
Salieri war ein Neffe des Wiener Hofkapellmeisters Antonio Salieri und studierte bei seinem Onkel in Wien, bevor er 1815 als Klarinettist an das Theater von Triest ging. Am dortigen Konservatorium wirkte er zudem als Professor für Klarinette und Bassetthorn. Zwischen 1831 und 1838 sind eine Reihe von Konzerten mit ihm dokumentiert. Aus dem Nekrolog aus der Gazzetta di Venezia vom 17. März 1864 geht hervor, dass Girolamo Salieri 1841 nach Padua übersiedelte und am dortigen Theater und in der Cappella di S. Antonio die Stelle des ersten Klarinettisten übernahm. Die in Padua ansässige Società filarmonica di S. Cecilia – später in Istituto filarmonico-drammatico umbenannt – berief Salieri zudem als Dozent an ihr Institut. 1857 wurde er vom Vorstand des Institutes zum Ehrenmitglied ernannt. Am 3. März 1864 starb Girolamo Salieri in Padua nach kurzer Krankheit.
Girolamo Salieri komponierte – wie es anhand der wenigen überlieferten Werke scheint – ausnahmslos für sein Instrument. Erhalten sind neben einigen kammermusikalischen Stücken diverse Paraphrasen und Variationen über Melodien aus Opern von Gioacchino Rossini, Vincenzo Bellini und Giovanni Pacini, in denen er alle Register seines klarinettistischen Könnens aufzeigt. Sie bieten dem Solisten nicht nur Gelegenheit, mit virtuosen Läufen und Sprüngen zu glänzen, sondern beleuchten auch ausdrucksvoll die vielen Facetten der unterschiedlichen Klarinettenregister. Die Allgemeine musikalische Zeitung urteilte 1833 über sein Spiel: „[ ... ] er behandelt die Clarinette sowohl, als das unverdient immer seltener werdende Bassethorn mit grosser Umsicht und Zartheit, dass er ungescheut mit den gefeyertsten Virtuosen auf diesem Instrumente sich messen darf.“